# Yucca whipplei subsp. caespitosa

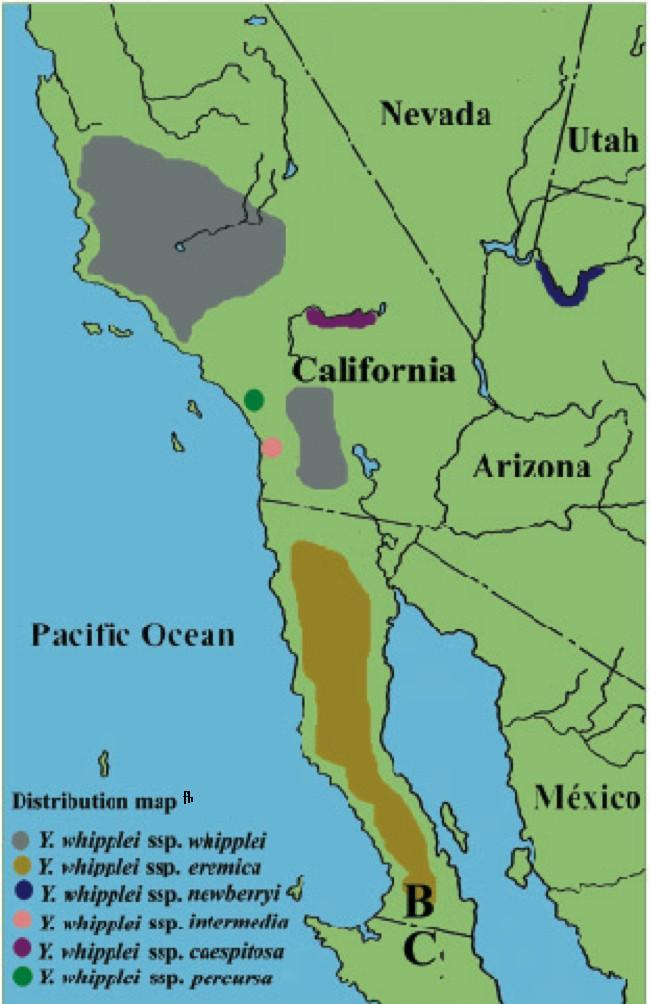
Verbreitungsgebiet der Art Yucca whipplei und damit auch der Sektion Hesperoyucca

Yucca whipplei subsp. caespitosa (englischer Trivialname: „Haines Caespitosa Yucca“) ist eine Unterart der Pflanzenart Yucca whipplei in der Familie der Spargelgewächse (Asparagaceae).

## Beschreibung
Yucca whipplei subsp. caespitosa wächst solitär oder formt Gruppen mit über 50 Rosetten. Die flexiblen, fein gezahnten, blauen bis grauen Laubblätter sind 20 cm bis 50 cm lang und 1 cm bis 2 cm breit.
Der verzweigte Blütenstand wird 1,5 bis 3 Meter hoch. Die duftenden, kugeligen, hängenden Blüten weisen eine Länge und von 2 bis 3 cm und eine Breite von 1 bis 2 cm auf. Die Blüten sind weiß bis cremefarbenen, mit violetten Spitzen. Im Gegensatz zur Unterart Yucca whipplei subsp. whipplei sind die Blätter der Art kürzer und steifer. Die Blütezeit reicht von April bis Juni. Sie sind selten in den Sammlungen in Europa.

## Verbreitung
Yucca whipplei subsp. caespitosa ist in den USA in Kalifornien in Höhenlagen zwischen 500 und 1200 m verbreitet.

## Systematik
Die Beschreibung durch Adelbert Lee Haines unter dem Namen Yucca whipplei subsp. caespitosa ist 1941 veröffentlicht worden.
Ein Synonym ist Yucca whipplei var. caespitosa M.E.Jones (1929).